# Sascha Karabey
Sascha Karabey (* 2. Mai 1978 in Seeheim-Jugenheim) ist ein deutscher Profitänzer. Er stammt aus einer Tänzerfamilie. Seine Eltern betreiben eine Tanzschule in Bad Homburg.

## Leben
Sascha Karabey absolvierte 1997 sein Abitur an der Humboldtschule (Bad Homburg) und ist gelernter Reiseverkehrskaufmann. Er tanzt seit 1989. Von 1992 bis 2014 tanzte er mit seiner Schwester Natascha Karabey, mit der er zunächst als Amateure in den Standardtänzen antrat. Dort gewannen Sascha und Natascha Karabey zahlreiche Meisterschaften und Wettkämpfe. Sie waren Finalisten aller großen Weltranglistenturniere, Europa- und Weltmeisterschaften der letzten Jahre; das Paar belegte bei den Weltmeisterschaften 2005 den zweiten Platz. Sie starten für den Tanzsportverein TC „Der Frankfurter Kreis“. 2007 wechselte das Paar zum Deutschen Professional Tanzsportverband (DPV).
Beide führten seit 1999 die Deutsche Rangliste des Deutschen Tanzsportverbandes (DTV) immer wieder an. In der Rangliste in den Standardtänzen des Deutschen Professional Tanzsportverbandes (DPV) belegten sie Ende 2007 den 7. Platz, in der Weltrangliste der International Dance Sport Federation (IDSF) schafften sie es bis auf den 4. Platz (Ende 2004).
Am 22. September 2007 konnten sich Sascha und Natascha Karabey auf der Deutschen Meisterschaft der Professionals in den Standardtänzen sowohl in den fünf Tänzen als auch in der Kür vor Marcus Weiß und Isabel Edvardsson platzieren und somit Deutsche Meister werden. Sie überzeugten vor allem durch sehr gute Technik. Im Mai dieses Jahres tanzte Sascha Karabey mit der Schauspielerin Jenny Elvers-Elbertzhagen in der zweiten Staffel der RTL-Show Let’s Dance. Das Paar schied nach der ersten Runde aus.

## Auszeichnungen
- Am 3. November 2005 wurde Sascha Karabey zusammen mit seiner Schwester Natascha vom Land Hessen mit der Sportplakette des Landes Hessen ausgezeichnet, der höchsten hessischen Sportauszeichnung.[1]

- Am 15. November 2006 wurden sie vom Hessischen Tanzsportverband für ihre zahlreichen Erfolge, aber auch ihren Einsatz um den Nachwuchs, mit der Silbernen Ehrennadel des Verbandes ausgezeichnet.[2]

- Am 15. August 2007 wurden sie vom Präsidenten des Deutschen Tanzsportverbandes Franz Allert für ihre Verdienste für den Tanzsport und den Deutschen Tanzsportverband mit dessen höchster sportlicher Auszeichnung, der Sportplakette des Deutschen Tanzsportverband, ausgezeichnet.[3]

## Erfolge (Auswahl)
- 1. Platz Deutsche Meisterschaft Professional Standard 2007–2013
- Bronzemedaille Europameisterschaft Professionals 2009
- Silbermedaille Europameisterschaft Professionals 2010
- Finalisten der Weltmeisterschaft Professionals 2008, 2009
- Silbermedaille Weltmeisterschaft Amateure 2005, 2006[4]
- Bronzemedaille Weltmeisterschaft 2004
- Deutscher Meister 1999–2006
- Silbermedaille bei den World Games 2005
- Bronzemedaille Europameisterschaft 2005
- Gewinner der London Open Championships 2002
- Finalisten von Blackpool 2010
- 3. Platz in Blackpool 2004
- Finalisten in Europa- und Weltmeisterschaften
- Hessische Meister 1997, 1999–2006
- Gewinner der Kneipp-Trophy 2000, 2001